# Acantholimon taschkurganicum
Acantholimon taschkurganicum är en triftväxtart som beskrevs av Igor Alexandrovich Linczevski och N.I.Akshigitova. Acantholimon taschkurganicum ingår i släktet Acantholimon och familjen triftväxter. Utöver nominatformen finns också underarten A. t. escaposum.